# استراتيجيات التفكير (كتاب)
إستراتيجيات التفكير هو كتاب للدكتور إبراهيم الفقي، من رواد التنمية البشرية في الوطن العربي والعالم، وواضع حجر الأساس في علم البرمجة اللغوية العصبية. ويُعد الفقي محاضرًا دوليًا، كما أن له إنتاج غزير من الكتب، والذي يتركز حول تنمية الذات وإكتساب الصفات الحسنة والتخلص من العادات السيئة.

## نبذة مختصرة حول الكتاب
يتناول هذا الكتاب بدراسة تفصيلية الطرق والوسائل التي تساعد الإنسان على تحويل الأفكار السلبية إلى أفكار إيجابية، كما تهدف إلى تعليم الإنسان كيفية الوصول إلى السلام الداخلي والأمان النفسي، كما يستعرض المؤلف في هذا الكتاب الوصايا العشر للتفكير.
ويتكون الكتاب من بابين: الباب الأول يتحدث عن استراتيجيات التفكير الإيجابي. أما الباب الثاني فيستعرض الوصايا العشر للتفكير الإيجابي.

## انظر ايضآ
إبراهيم الفقي